# In meinem Herzen
Albums de Mireille Mathieu
Alles nur ein Spiel
(1999) Nah bei dir
(2009)
In meinem Herzen est un album allemand de Mireille Mathieu de 2007. Cet album connaîtra deux éditions : une édition simple contenant les 14 nouvelles chansons de l'album et une édition deux CD contenant les 14 chansons de l'album ainsi que cinq chansons totalement inédites sur un autre CD. 

## Chansons de l'album

### Édition Simple
1. In meinem Herzen (Patrick Hampartzoumian/Julien Melville)
2. Tauch in ein Gefühl (Tommy Mustac/Kristina Bach)
3. Du warst meine Liebe (Francesco Bruletti/Dieter Brink)
4. Der wundervollste Mensch (Dietmar Kawohl/Andreas Bärtels)
5. Au revoir heißt nicht Adieu (Dietmar Kawohl/Andreas Bärtels)
6. Die Farben der Träume (Christian Bruhn/Tobias Reitz)
7. Es gibt nichts zu bereuen (Fransesco Bruletti/H. Schneider)
8. Was dir blüht (Rainer Bielfeldt/Pe Werner)
9. Sing ein Liebeslied (Bobby Goldsboro)
10. Gott im Himmel (Rolf Müssig/Christoph Leis-Brendorff)
11. Leben will ich nur mit dir (Tommy Mustac/Kristina Bach)
12. Seit ich dir gehör (Dan Borgers/Rudolph Müssig)
13. Sie ist die Frau (Christian Bruhn/Tobias Reitz)
14. Du bist die Welt (Bobby Goldsboro)

### Édition doubleCD
- CD 1

1. In meinem Herzen (Patrick Hampartzoumian/Julien Melville)
2. Tauch in ein Gefühl (Tommy Mustac/Kristina Bach)
3. Du warst meine Liebe (Francesco Bruletti/Dieter Brink)
4. Der wundervollste Mensch (Dietmar Kawohl/Andreas Bärtels)
5. Au revoir heißt nicht Adieu (Dietmar Kawohl/Andreas Bärtels)
6. Die Farben der Träume (Christian Bruhn/Tobias Reitz)
7. Es gibt nichts zu bereuen (Fransesco Bruletti/H. Schneider)
8. Was dir blüht (Rainer Bielfeldt/Pe Werner)
9. Sing ein Liebeslied (Bobby Goldsboro)
10. Gott im Himmel (Rolf Müssig/Christoph Leis-Brendorff)
11. Leben will ich nur mit dir (Tommy Mustac/Kristina Bach)
12. Seit ich dir gehör (Dan Borgers/Rudolph Müssig)
13. Sie ist die Frau (Christian Bruhn/Tobias Reitz)
14. Du bist die Welt (Bobby Goldsboro)

- CD 2

1. Einmal im Leben (/)
2. Bonsoir l'artiste (Christian Bruhn, Georges Buschor)
3. Tarata-Ting, Tarata-Tong (Christian Bruhn, Georges Buschor)
4. La Paloma Adieu (4 langues) (Sébastian Yradier)
5. Underneath the bridges of Paris (Christian Bruhn, Georg Buschor)